# Стабілізатор поперечної стійкості

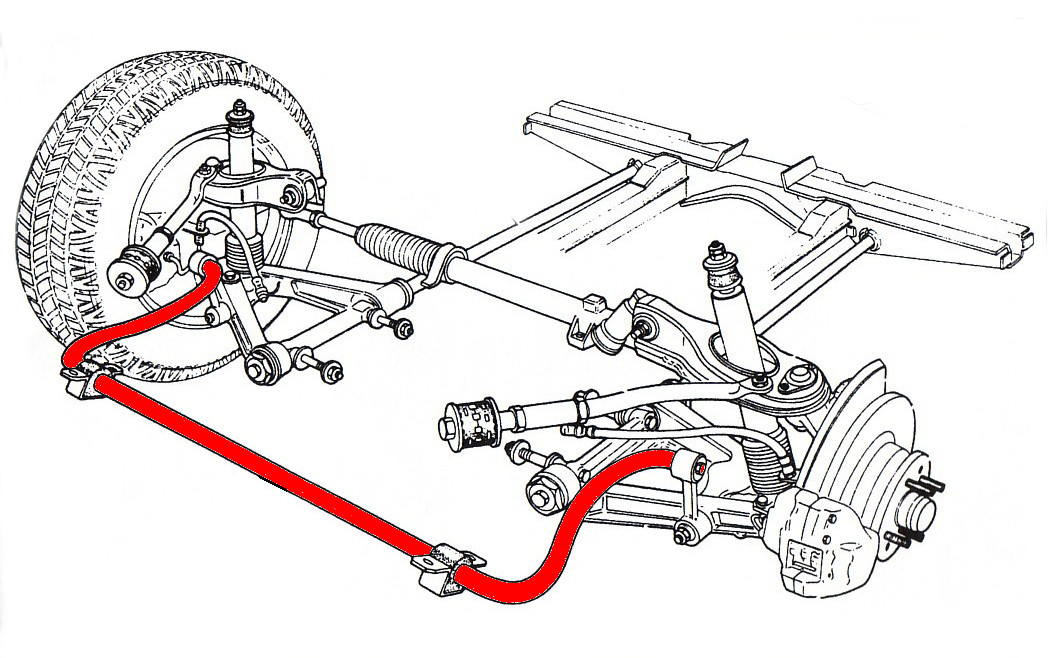
Стабілізатор поперечної стійкості (виділено червоним) у передній підвісці автомобіля Alfa Romeo Alfetta

Стабіліза́тор попере́чної сті́йкості або стабіліза́тор підві́ски — елемент підвіски, призначений для збільшення її поперечно-кутової жорсткості за умови збереження вертикальної жорсткості незмінною

## Актуальність
При повороті автомобіля на швидкості відцентрова сила нахиляє автомобіль, на зовнішні (стосовно траєкторії руху) колеса збільшується навантаження, а із внутрішнього боку — зменшується і, як наслідок, спостерігається крен і розгойдування корпуса. Все це може призвести до перекидання автомобіля. Для зменшення кренів у поворотах і застосовується стабілізатор поперечної стійкості (стабілізатор підвіски).
Стабілізатор поперечної стійкості є обов'язковим елементом різних видів незалежної підвіски легкових автомобілів. Стабілізатор встановлюється як на передній, так і на задній осі автомобіля. У легкових автомобілях, що використовують на задній осі торсіонну підвіску, стабілізатор поперечної стійкості не встановлюється. Його функції бере на себе сама підвіска. На залежних торсіонно-важільних задніх підвісках поздовжні важелі кріпляться до балки жорстким нерухомим з'єднанням, здатним передавати крутний момент.

## Конструкція

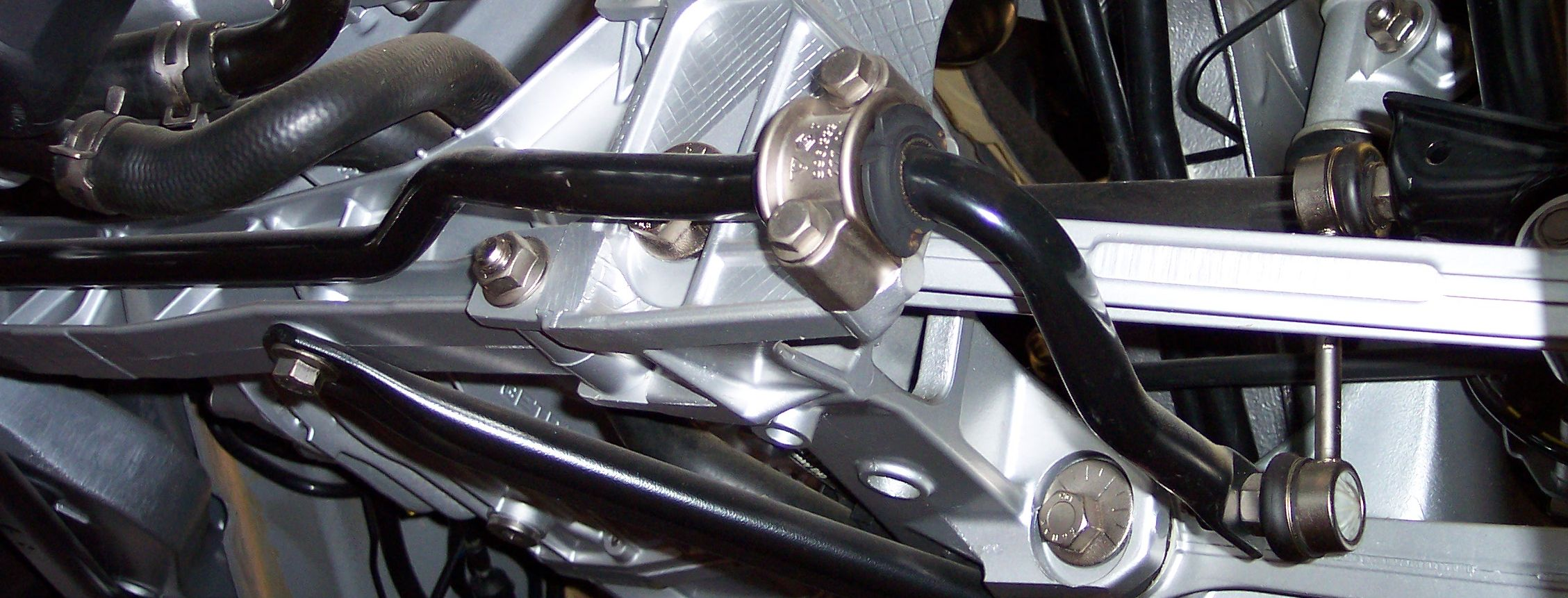
Стабілізатор підвіски (чорного кольору) на автомобілі Porsche

Конструктивно стабілізатор поперечної стійкості має вигляд стрижня (штанги) круглого перерізу П-подібної форми. Стабілізатор виготовляється з пружинної сталі. Він розташовується впоперек кузова автомобіля і кріпиться до нього у своїй середній частині за допомогою гумових втулок та хомутів. Своїми кінцями стабілізатор кріпиться до рухомих елементів підвіски (важелів, у випадку багатоважільних підвісок, або амортизаторних стійок для підвіски макферсон. Сполучення стабілізатора з підвіскою може бути як безпосереднім, так і з використанням двох тяг (стійок).
Гумові втулки дозволяють стабілізатору обертатися. Стабілізатор має, переважно, складну геометричну форму, яка враховує розташування вузлів і агрегатів автомобіля, що знаходяться під днищем кузова.

## Принцип роботи
Відрізки стабілізатора, що розташовані у напрямку руху працюють як важелі при відпрацюванні підвіски у вертикальному напрямі. За відсутності нахилу обидва відрізки повертаються на однаковий кут, штанга не скручується і повертається у вузлах кріплення до кузова як єдине ціле. При наявності крену автомобіля лівий і правий поздовжні відрізки стабілізатора повертаються на різні кути, скручуючи поперечну частину, що приводить до створення пружного моменту, який протидіє появі нахилу корпуса автомобіля. Крім зменшення нахилу, досягається покращення зчеплення шин з поверхнею дороги у повороті.
Таким чином, вся балка стабілізатора виконує функцію торсіона. На передніх підвісках Макферсона «важільні» відрізки торсіона часто використовуються як один з двох нижніх важелів підвіски, забезпечуючи додатково передавання поздовжніх (у напрямі руху) сил від маточини колеса на корпус.
Ефективна робота стабілізатора підвіски залежить від його механічної жорсткості, що обумовлюється властивостями матеріалу, формою та геометрією кріплення. Чим жорсткішим є стабілізатор, тим на більшій швидкості і крутіші повороти може долати автомобіль. Встановленням на передню і задню осі автомобіля стабілізаторів різної жорсткості можна впливати на баланс тягових параметрів на осях, досягаючи надлишкової або недостатньої повороткості автомобіля.

## Недоліки конструкції
У той же час застосування стабілізаторів створює певні проблеми. Наприклад, коли колесо, поєднане зі стабілізатором, підскакує на дорожній нерівності, стабілізатор реагує на переміщення колеса, прагнучи нахилити корпус. На неякісних дорогах це може призвести до розгойдування кузова в поперечному напрямку. Крім того, при різких поворотах на великій швидкості перерозподіл навантаження за рахунок жорсткого стабілізатора поперечної стійкості може привести до відриву від дороги внутрішнього стосовно траєкторії руху колеса. Наявність стабілізатора торсіонного типу приводить до часткової втрати властивостей незалежної підвіски — обмеження величини ходу підвіски, передавання ударів і вібрацій від одного колеса на інше тощо.

## Адаптивні системи стабілізації
Кардинально проблему стабілізації підвіски вирішують створенням адаптивних підвісок, як наприклад:
- система активного контролю (англ. Active Body Control, ABC) — електронна система стабілізації розробки компанії Mercedes-Benz;
- система керування жорсткістю стабілізатора поперечної стійкості за допомогою гідроциліндра, розроблена фірмою TRW;
- система кінетичної стабілізації підвіски (англ. Kinetic Dynamic Suspension System, KDSS) — гідравлічна система стабілізації від компанії Toyota тощо.

## Виробники елементів стабілізатора підвіски
Крім виробників оригінальних елементів стабілізатора поперечної стійкості існує декілька міжнародних виробників, що спеціалізуються на вторинному ринку автокомпонентів, наприклад:
- Delphi Corporation
- Wulf Gaertner Autoparts AG
- ZF Friedrichshafen AG
- Robert Bosch GmbH